# Thaddäus Steiner
Thaddäus Steiner (* 25. Mai 1933 in Oberstdorf; † 9. November 2017) war ein deutscher Germanist und Flurnamenforscher.

## Leben
Thaddäus Steiner entstammt einer alteingesessenen Oberstdorfer Familie. Nach dem Besuch der damaligen Oberrealschule in Oberstdorf studierte er Germanistik, Geographie und Geschichte an der Universität München. Von 1958 bis 1963 war er Lehrer am Gymnasium Füssen. Von 1963 bis 1966 arbeitete er als Assistent am Deutschen Seminar der Universität Tübingen. Im Jahre 1972 promovierte er an der Universität München mit einer Arbeit über Die Flurnamen der Gemeinde Oberstdorf im Allgäu. Ein Ergebnis seiner Dissertation war unter anderem die Klärung der richtigen Namensgebung der Walser und Oberstdorfer Hammerspitze (vormals jeweils Hammerspitze und Schüsser genannt). Von 1966 bis 1995 war er Lehrer am Bodenseegymnasium in Lindau.

## Wissenschaftliches Werk
Der Schwerpunkt seiner wissenschaftlichen Arbeit lag in der Erforschung der Bedeutung von Flurnamen seiner Heimat Oberstdorf und der näheren Umgebung (Ostallgäu, Westallgäu, Bregenzer Wald). Im Rahmen seiner Dissertation war er der Erste, der die Oberstdorfer Mundart systematisch untersuchte.
In seiner Publikation Allgäuer Bergnamen werden in 451 Artikeln alle Namen der Gipfel der Allgäuer Alpen, des bayerischen, Vorarlberger und tirolischen Raumes sowie einige markante Höhen des Alpenvorlandes sprachlich erklärt.
Steiner war seit 1974 Mitglied in der Schwäbischen Forschungsgemeinschaft e.V. mit Sitz an der Universität Augsburg.
Im Jahr 2010 wurde Steiner mit dem Pro-Suebia-Preis der Dr.-Eugen-Liedl-Stiftung ausgezeichnet.
Den 2006 erteilten Auftrag der Schwäbischen Forschungsgemeinschaft zur Erarbeitung einer Neufassung des Urbars des Hochstifts Augsburg von 1316 konnte Steiner nicht mehr abschließen; als er starb, übernahmen andere Mitglieder der Gemeinschaft die Fertigstellung, die 2019 erschienen ist.

## Publikationen (Auswahl)
- Die Namen der Allgäuer Bergwelt mit Ausblicken auf die Nachbarschaft. Beitrag zum Jahrbuch des DAV 1966, S. 49 ff.
- Die Flurnamen der Gemeinde Oberstdorf im Allgäu. Selbstverlag des Verbandes für Flurnamenforschung, München 1972.
- Historisches Ortsnamenbuch von Bayern, Schwaben, Band 9: Füssen. ISBN 3-7696-6861-8.
- Anleitung für Flurnamensammler. In: Blätter für oberdeutsche Namenforschung. Jahrgang 14, 1975/77.
- Allgäuer Alpnamen. Verlag für Heimatpflege Kempten 1980.
- Hieß die Trettachspitze einst Giis(t)kopf. In: Unser Oberstdorf. Blätter zur Oberstdorfer Heimatgeschichte. Heft 9, 1986, S. 68.
- Kackenköpfe – ein verkannter Bergname. In: Unser Oberstdorf. Blätter zur Oberstdorfer Heimatgeschichte. Heft 14, 1988, S. 302.
- Allgäuer Bergnamen. Verlag Josef Fink, Lindenberg 2007, ISBN 978-3-89870-389-5, S. 96.
- Höfats – Versuch einer Namendeutung. In: Unser Oberstdorf. Blätter zur Oberstdorfer Heimatgeschichte. Heft 50, 2007, S. 1847.
- als Hrsg.: Ländliche Rechtsquellen aus dem Allgäu. Wißner-Verlag, Augsburg 2008, ISBN 978-3-89639-659-4.
- Allgäuer Alpnamen. Kunstverlag Josef Fink, Lindenberg 2010, ISBN 978-3-89870-579-0.
- mit Bertold Pölcher: Pfrontener Flurnamen. Gemeinde Pfronten (Hrsg.), 2010, ISBN 978-3-00-032977-7.
- mit Gerhard Immler: Das Urbar des Hochstifts Augsburg von 1316 (= Veröffentlichungen der Schwäbischen Forschungsgemeinschaft 5a/4). Wißner, Augsburg 2019, ISBN 978-3-95786-202-0.